# 2001 FL185
2001 FL185 est un objet transneptunien de magnitude absolue 7,1. Son diamètre est estimé à environ 130 km.
Un satellite, de nom provisoire S/2007 (2001 FL185) 1 a été découvert en 2007, il orbite à 1 900 ± 400 km de distance,.